# Marathon City
Marathon City – wieś w Stanach Zjednoczonych, w stanie Wisconsin, w hrabstwie Marathon.